# Goltsteinstraße 15/16

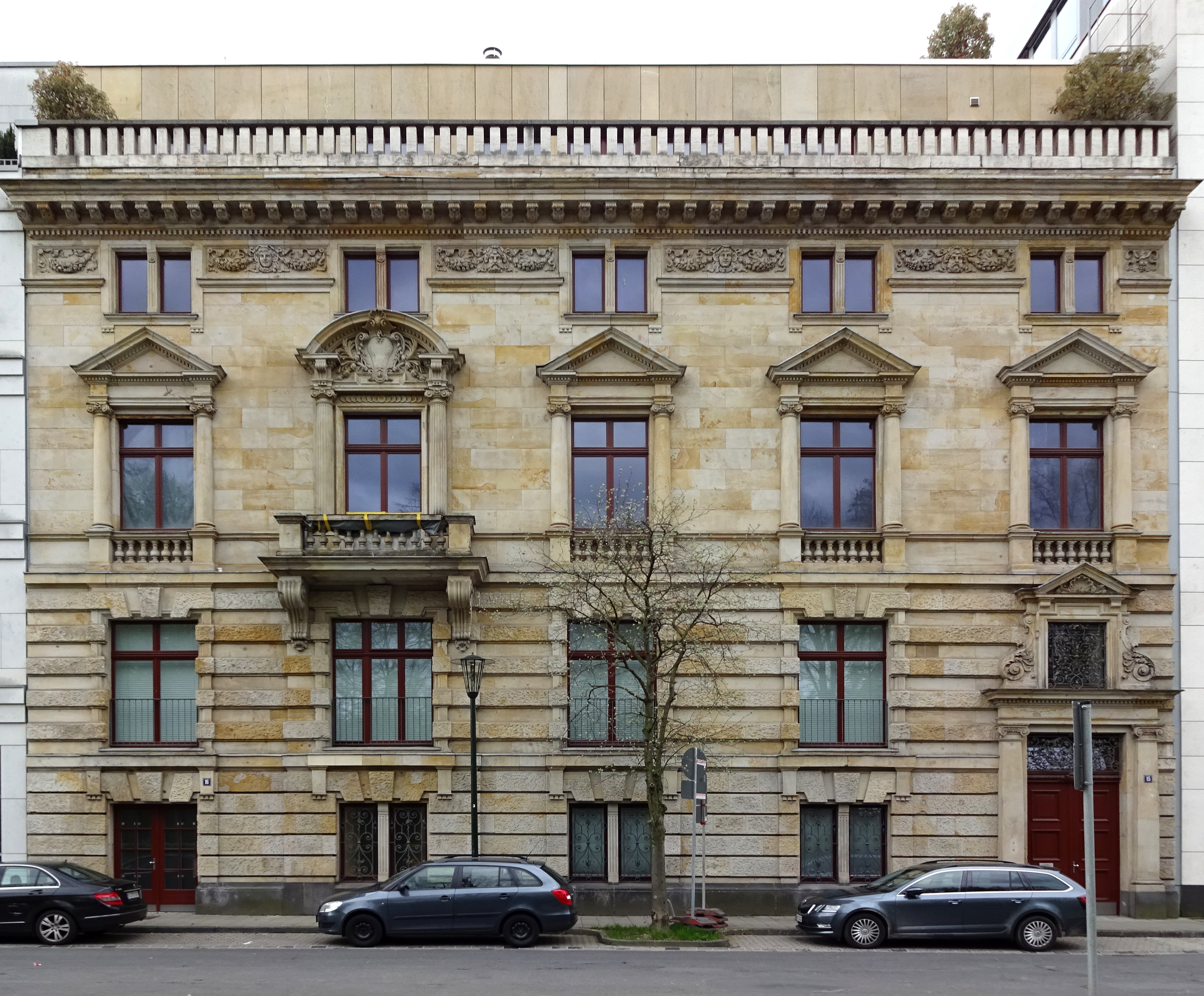
Goltsteinstraße 15/16 (2018)

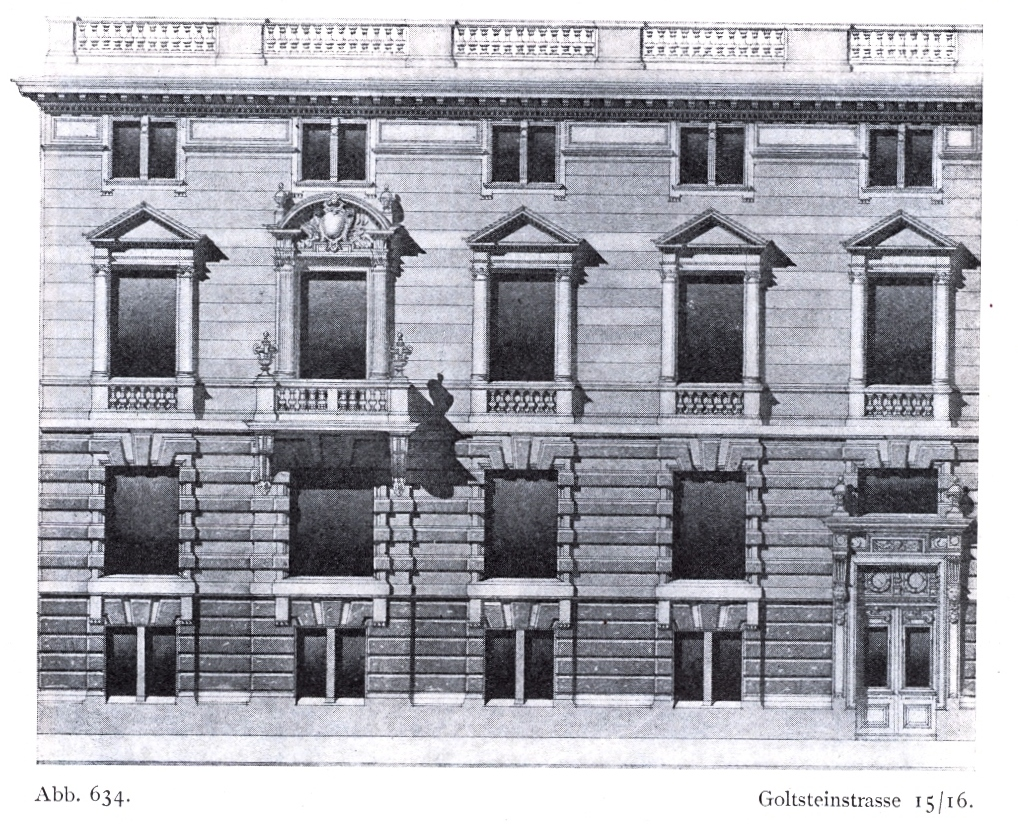
Goltsteinstraße 15/16, Fassade (1899)

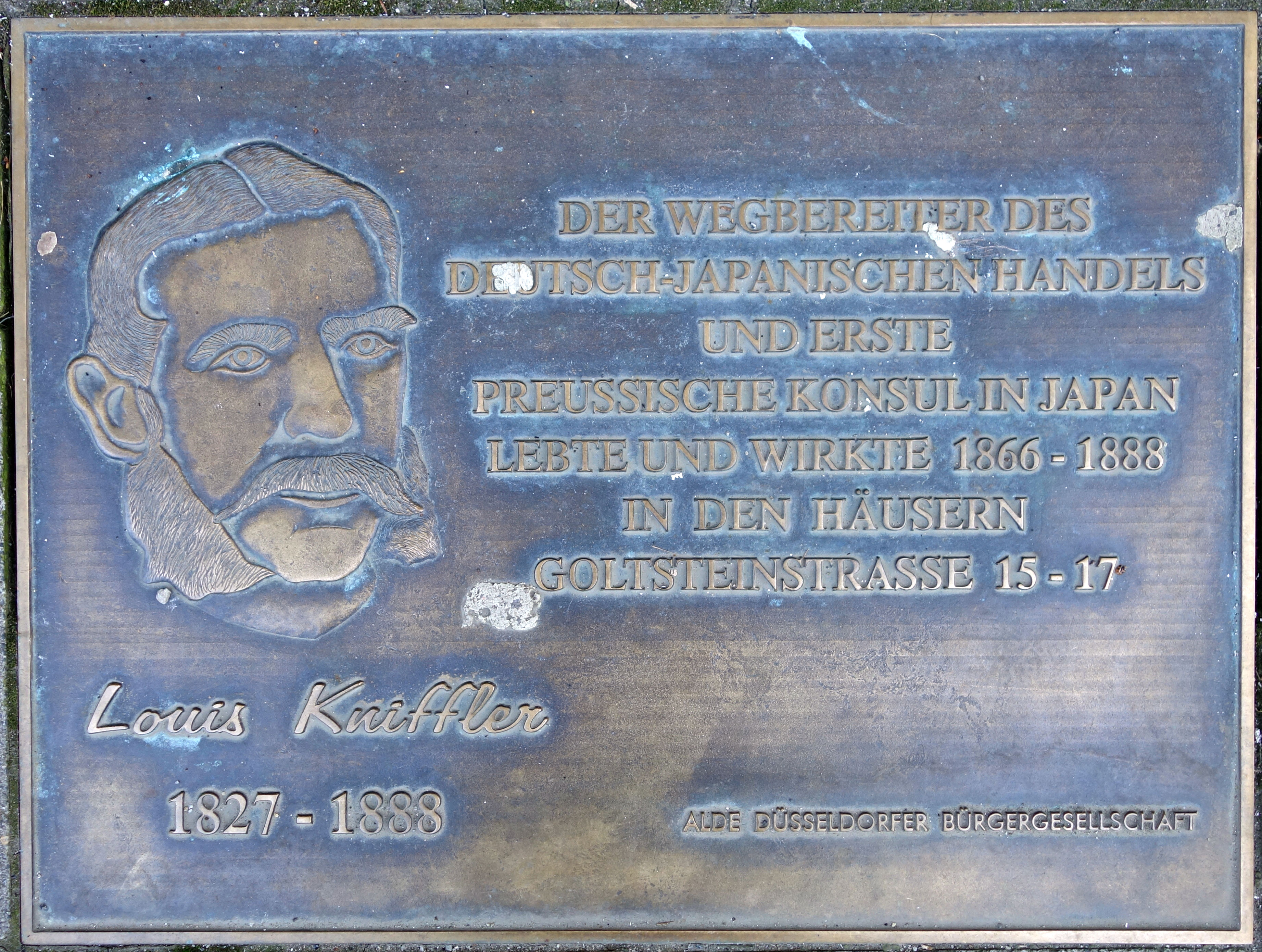
Louis Kniffler, Bronzeplatte vor Haus Nr. 15/16

Das Haus Goltsteinstraße 15/16 in Düsseldorf ist ein denkmalgeschütztes Gebäude.

## Geschichte
Das Gebäude wurde 1899 von dem Architekturbüro Kayser & von Großheim vom Architekten Max Wöhler entworfen. Bauherr und Eigentümer war Hermann von Wätjen, Rittergutsbesitzer, Stadtverordneter und Geheimer Regierungsrat in Düsseldorf, welcher 1880 Clara Vautier (1862–1944), Tochter des Malers Benjamin Vautier, geheiratet hatte. Von diesem ehemals repräsentativen Wohnhaus blieb nur die Fassade erhalten.
In den Vorgängerbau Goltsteinstraße 15 hatte der Unternehmer Louis Kniffler im Jahr 1885 seinen Firmensitz gelegt. Im Nachbarhaus Goltsteinstraße 17 wohnte er schon seit 1866 und war dessen Eigentümer. Die Firma Louis Kniffler & Co. war am 1. Juli 1859 unter niederländischem Protektorat als japanische Handelsgesellschaft gegründet worden und fungierte unter dem Namen C. Illies & Co. als Zweigniederlassung des in Yokohama ansässigen Stammhauses, das ab 1866 durch Gustav Reddelien geleitet und ab 1870 durch Carl Illies fortgeführt wurde. Als preußischer Vizekonsul in Nagasaki (1861) und als preußischer Konsul für Japan (1863) war Kniffler ein Wegbereiter des deutsch-japanischen Handels gewesen, insbesondere durch sein Engagement für die preußische Ostasienexpedition (1858–1862) und den am 24. Januar 1861 abgeschlossenen Handels- und Schifffahrtsvertrag zwischen Preußen und Japan, dem 1871 das Deutsche Reich beitrat. Eine 2012 im Boden vor dem Haus eingelassene Bronzeplatte erinnert an den historisch bedeutenden Bewohner.

## Beschreibung

### Fassade
Jörg Heimeshoff beschreibt insbesondere die Fassade. Die monumentale Fassade ist fünf Achsen breit. Der Eingang des viergeschossigen Hauses mit Natursteinfassade ist in der rechten Achse (heute unter Nr. 15). Der Eingang wird von Pilastern flankiert, die ein Gebälk tragen. Der Eingang zeigt weiter eine Voluteneinfassung und wird durch eine Verdachung betont. Sockelgeschoss und Hochparterre sind betont horizontal gegliedert. In der linken Achse befindet sich ein Nebeneingang. Das erste Obergeschoss zeigt in der zweiten Achse von links einen Balkon. Dieser ruht auf Volutenkonsolen und hat eine Balustrade. Die ionischen Halbsäulen, die alle Fenster dieses Geschosses einfassen, zeigen bei dieser Öffnung eine Kannelierung. Die Verdachung über der Balkontüre ist rundbogig mit ornamentiertem Giebelfeld gestaltet, alle anderen Verdachungen sind dreieckig. Das Halbgeschoss mit Zwillingsfenster wird durch einen Fries aus Festons und Masken geschmückt. Über einem Zahnschnitt setzt ein Konsolenfries an, der das Hauptgesims trägt.

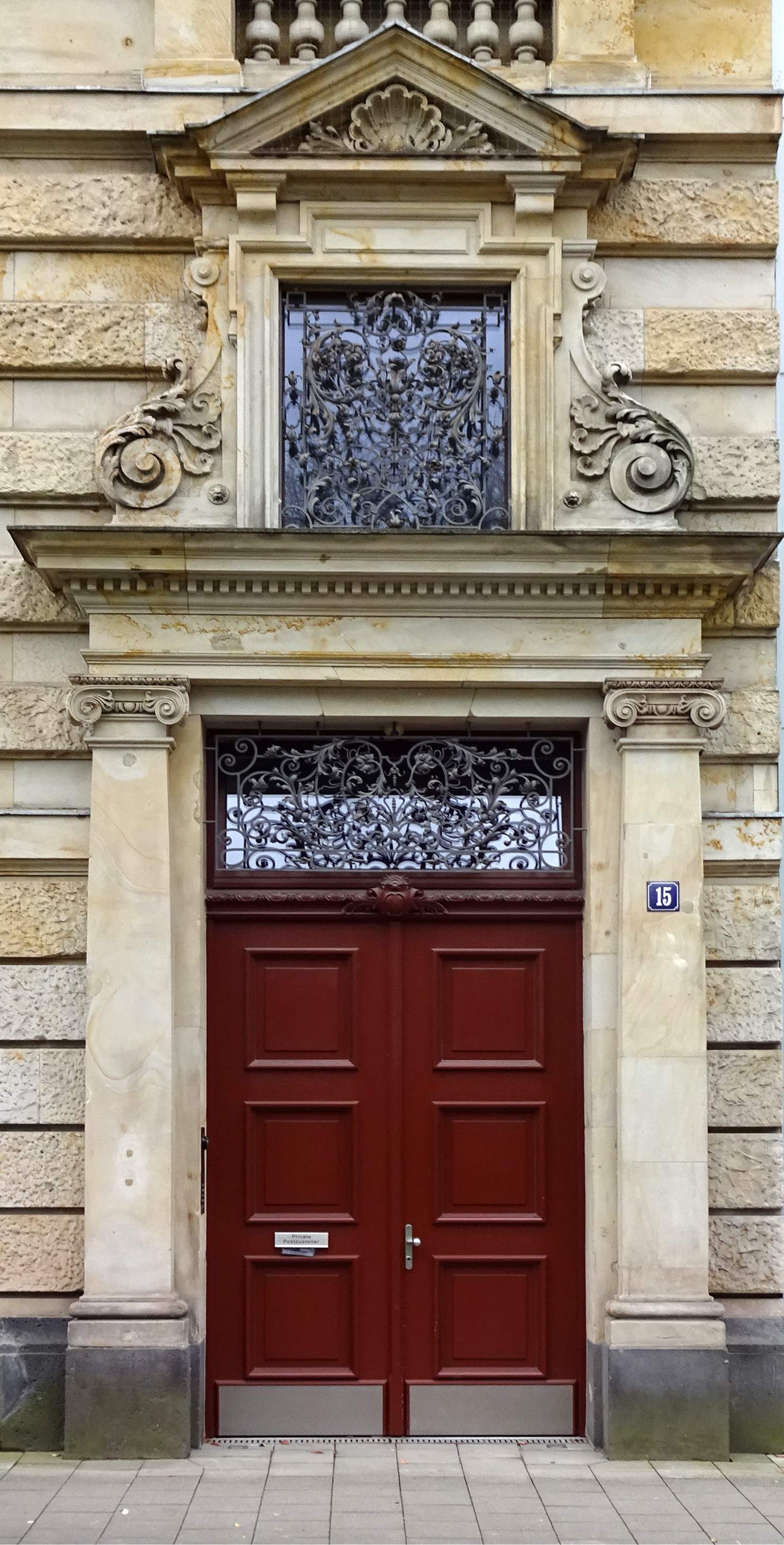
Eingangsportal, rechts (2018)
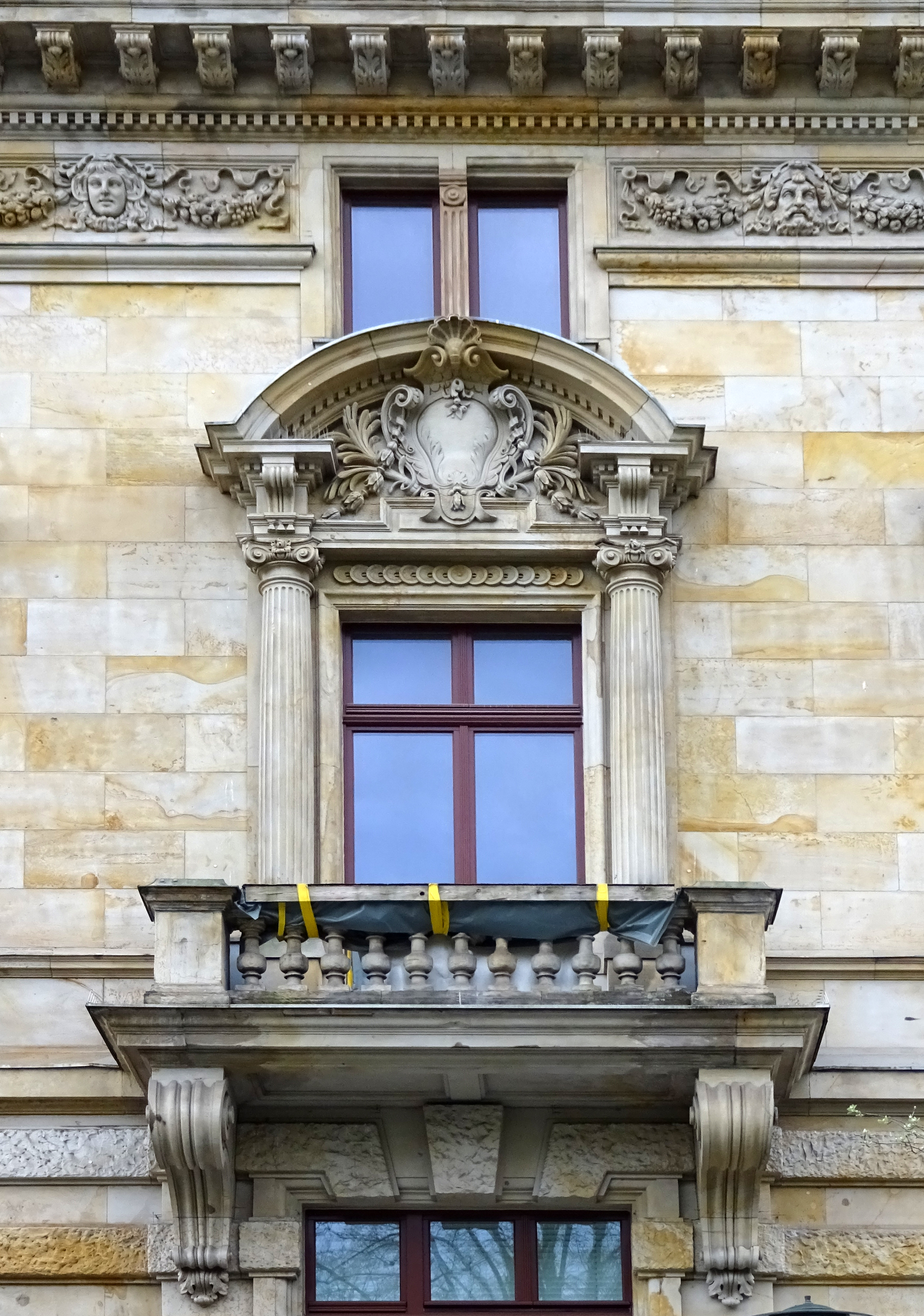
Balkon mit Fenster, links (2018)
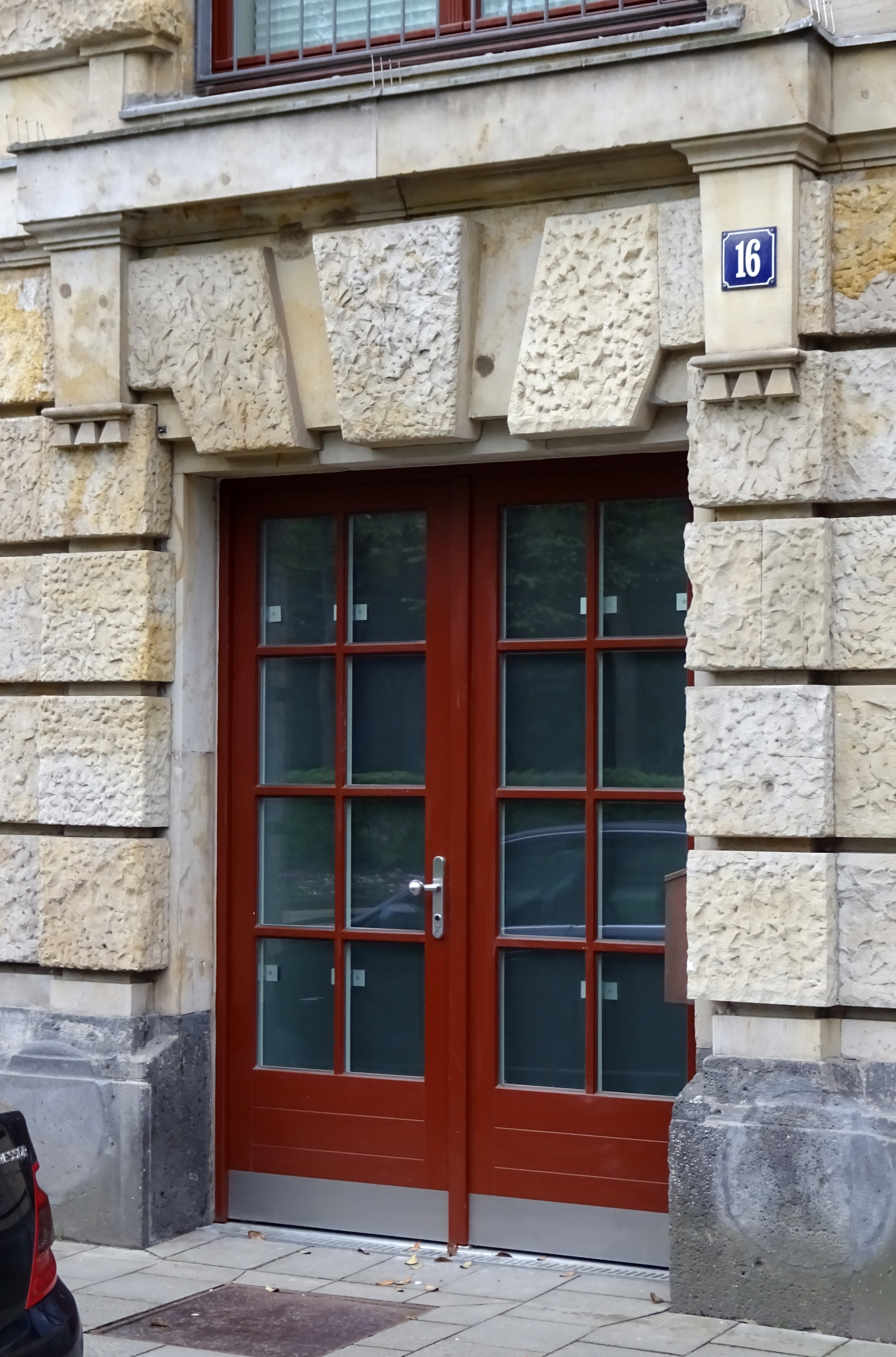
Eingang, links (2018)

### Innenarchitektur
Der Düsseldorfer AIV beschreibt auch die Innenarchitektur. Betont wird insbesondere die große Raumwirkung.

„Die Wirtschaftsräume sind im Tiefparterre angeordnet. Die Wohräume in der Front des Hochparterres haben eine Tiefe von 6,20 m. Im Speisezimmer mit seinen seitlichen Ausbauten kann eine grosse Zahl Personen Platz finden und trotz seiner grossen Abmessungen übt der Raum auch bei gewöhnlicher Benutzung durch wenige Personen keine unbehagliche Wirkung aus. Die Türen von der Diele nach dem Speisezimmer einerseits und dem Salon anderseits liegen mit dem Blumenfenster des letzteren und mit der Mitte des Wintergartens in einer Achse, so dass bei einer Gesamttiefe von etwa 30 m grosse Raumwirkung erzielt worden ist. Im ersten Obergeschoss sind die Schlaf- und Toilettenräume der Familie sowie zwei Bäder angeordnet.“

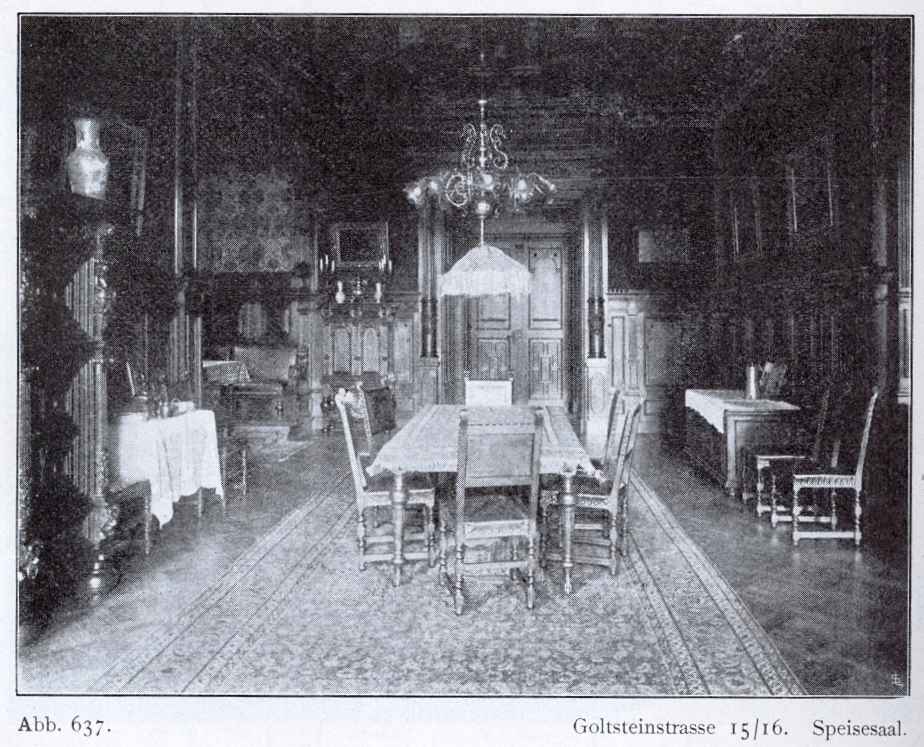
Speisesaal
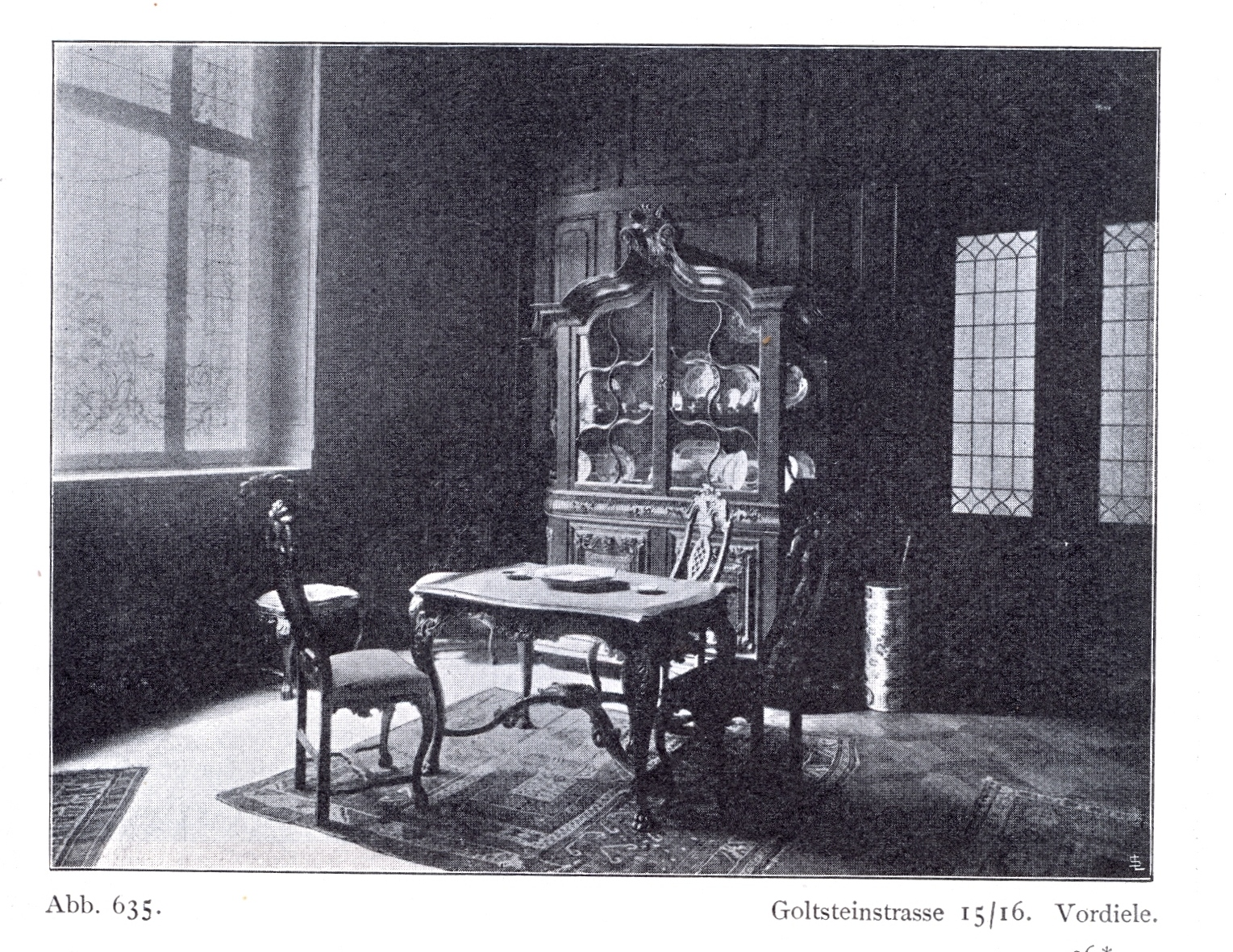
Vordiele
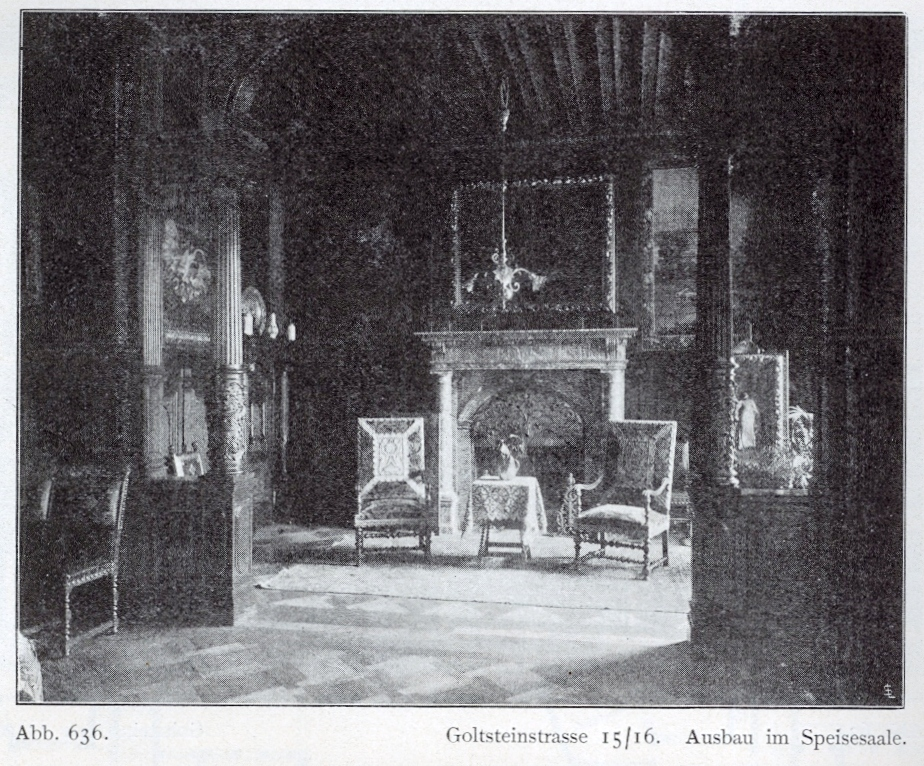
Ausbau im Speisesaal